# Liste der Baudenkmäler im Wuppertaler Wohnquartier Heidt
Die Liste der Baudenkmäler im Wuppertaler Wohnquartier Heidt enthält die denkmalgeschützten Bauwerke auf dem Gebiet von Wuppertal-Heidt in Nordrhein-Westfalen (Stand: November 2011). Diese Baudenkmäler sind in der Denkmalliste der Stadt Wuppertal eingetragen; Grundlage für die Aufnahme ist das Denkmalschutzgesetz Nordrhein-Westfalen (DSchG NRW).

## Auszug aus der Denkmalliste

### Eingetragene Baudenkmäler
| Bild                                   | Bezeichnung                                                     | Lage                                   | Beschreibung                                                            | Bauzeit   | Eingetragen seit  | Denkmal- nummer |
| -------------------------------------- | --------------------------------------------------------------- | -------------------------------------- | ----------------------------------------------------------------------- | --------- | ----------------- | --------------- |
| weitere Bilder                         | Treppe (Dicke-Ibach-Treppe)                                     | Heidt Dicke-Ibach-Treppe               | an der Joseph-Haydn-Straße gelegen, siehe dort                          | 1897      | 16. Juni 1993     | D 2985          |
| weitere Bilder                         | Brauerei (Brauerei Carl Bremme)                                 | Heidt Albertstraße 56                  |                                                                         |           | 17. November 2004 | D 4215          |
| weitere Bilder                         | Villa                                                           | Heidt Brahmsstraße 12                  |                                                                         | 1911/12   |                   | D 2201          |
| weitere Bilder                         | Villa                                                           | Heidt Brahmsstraße 14                  |                                                                         | 1911/12   |                   | D 2201          |
| weitere Bilder                         | Hofeshaus (Hofeshaus Lütterkus-Heidt)                           | Heidt Emilstraße 46                    |                                                                         |           | 31. Juli 1984     | D 67 Wikidata   |
| weitere Bilder                         | Villa                                                           | Heidt Ferdinand-Thun-Straße 16         |                                                                         | 1913      | 3. Mai 1989       | D 1599          |
| weitere Bilder                         | Fabrikgebäude (ehem. Kaiser & Dicke)                            | Heidt Ferdinand-Thun-Straße 29         | eine D-Nummer mit Gewerbeschulstraße 74, 76/78                          | um 1900   | 5. September 2019 | D 4250          |
| weitere Bilder                         | Wohnhaus                                                        | Heidt Freiligrathstraße 2              |                                                                         | 1889      | 18. April 1996    | D 3891          |
| weitere Bilder                         | Wohnhaus                                                        | Heidt Freiligrathstraße 4              |                                                                         | 1889      | 11. November 1986 | D 907           |
| weitere Bilder                         | Villa                                                           | Heidt Freiligrathstraße 18             |                                                                         | 1898      | 10. November 1986 | D 906           |
| weitere Bilder                         | Villa                                                           | Heidt Freiligrathstraße 20             |                                                                         |           | 11. Juli 1985     | D 533           |
| weitere Bilder                         | Fabrikgebäude (ehem. Kaiser & Dicke)                            | Heidt Gewerbeschulstraße 74            | eine D-Nummer mit Ferdinand-Thun-Straße 29 und Gewerbeschulstraße 76/78 | um 1890   | 5. September 2019 | D 4250          |
| weitere Bilder                         | Fabrikgebäude (ehem. Kaiser & Dicke)                            | Heidt Gewerbeschulstraße 76/78         | eine D-Nummer mit Ferdinand-Thun-Straße 29 und Gewerbeschulstraße 74    | 1954      | 5. September 2019 | D 4250          |
| weitere Bilder                         | Pferdetränke (Historische Pferdetränke an der ehem. Kohlenstr.) | Heidt Joseph-Haydn-Str., Ecke Lönsstr. |                                                                         |           | 22. November 2016 | D 4245          |
| weitere Bilder                         | Wohnhaus                                                        | Heidt Obere Lichtenplatzer Straße 119  |                                                                         | 1924      | 25. Juni 1996     | D 3949          |
| weitere Bilder                         | Fabrikgebäude (Ehemalige Band- und Litzenweberei Moll)          | Heidt Obere Sehlhofstraße 34/34a       |                                                                         | 1866      | 3. September 1984 | D 125           |
| Pfarrhaus (Pfarrhaus der Lutherkirche) | Pfarrhaus (Pfarrhaus der Lutherkirche)                          | Heidt Obere Sehlhofstraße 40           |                                                                         | 1909–1911 | 27. August 1984   | D 117           |
| weitere Bilder                         | Kirche (Lutherkirche)                                           | Heidt Obere Sehlhofstraße 42           |                                                                         | 1909–1911 | 27. August 1984   | D 118           |
| weitere Bilder                         | Gemeindehaus (Lutherheim)                                       | Heidt Obere Sehlhofstraße 44           |                                                                         | 1909–1911 | 27. August 1984   | D 119           |
| weitere Bilder                         | Villa                                                           | Heidt Schubertstraße 44                |                                                                         | 1929      | 25. November 1985 | D 650           |
| weitere Bilder                         | Treppe                                                          | Heidt Turnstraße                       |                                                                         | 1890–1900 | 2. Juni 1992      | D 2248          |
| weitere Bilder                         | Wohnhaus (Villa und Festsaal)                                   | Heidt Untere Lichtenplatzer Straße 42  | Villa Bremme                                                            | 1890      | 12. Juni 1989     | D 1613          |
| weitere Bilder                         | Wohnhaus                                                        | Heidt Waldemarstraße 2                 |                                                                         |           | 30. November 2006 | D 4227          |
| Wohnhaus                               | Wohnhaus                                                        | Heidt Waldemarstraße 3                 |                                                                         | 1927/28   | 15. Dezember 1992 | D 2616          |